# Kufs
Kufs és una forma arabitzada pel persa Kufič que designa a un poble establert al Kirman al temps de la conquesta àrab. El nom significa literalment "muntanyesos" del persa antic kaufa = muntanya. Podrien ser els kaufa citats per Xerxes en una inscripció al costat dels mačiya, la gent de Maka (potser Makran). Encara que quasi sempre citats amb els balutxis (que aleshores vivien al Kirman) són dos pobles diferents. Els geògrafs citen el seu territori com situat al sud del Djabal Bariz al Kirman oriental, al costat del balutxis, a la comarca modernament anomenada Bashakard o Bashkàrdia (o sigui la zona a l'est de Minad entre la depressió de Djaz Muryan al nord i el Makran al sud). No se sap si els bashkardis actuals descendeixen dels kufs antics i al no haver-hi dates històriques o lingüístiques no es pot ni afirmar ni negar; el que si es pot assegurar és que les dues variants de la llengua bashkardi són llengües iranianes separades diferents del persa i del balutxi.
Al segle X i XI són descrits com un poble de saquejadors, nominalment musulmans però d'una crueltat inhumana amb els viatgers que capturaven. Àdud-ad-Dawla quan va estendre la seva autoritat al Kirman eliminant als Ilyàsides, va prendre mesures radicals contra els kufs. El 936 Muizz al-Dawla va derrotar el cap dels kufs i balutxis Ali ibn al-Zandji, a Difarid, però van conservar les seves muntanyes. El 970 i 972 es van fer dues campanyes contra ells i els buwàyhides van poder arribar a l'est fins a Tiz i Makran; els territoris dels kufs i balutxis van quedar devastats i molts foren fets presoners o deportats. No obstant van seguir amb els seus saquejos i actes de bandidatge. Sota el sultanat Seljúcida de Kirman les seves activitats es van reduir. El fundador, Kawurd va massacrar als kufs a les seves fortaleses al Djabal Bariz. després d'això desapareixen com a element ètnic separat i probablement van acabar en gran part fusionat als balutxis.